# Byblis
Byblis es el único género de la familia de plantas carnívoras Byblidaceae. La primera especie del género fue descubierta por el botánico inglés Richard Anthony Salisbury en 1808. Hasta ahora se conocen seis especies.
Las especies de Byblis son similares a Drosera y Drosophyllum pero se distinguen por sus flores simétricas con cinco estambres curvados junto a un lado del pistilo. De hecho estos géneros no están relacionados; las clasificaciones modernas incluyen a Byblis en las Lamiales, mientras que Drosera y Drosophyllum están dentro de las Caryophyllales.

## Descripción
Todas las especies tienen un crecimiento vertical, soportadas por un sistema de raíces fibrosas débiles. El género se puede dividir en dos grupos o "complejos": Los grupos de B. liniflora y los de B. gigantea.

### Hojas
Las hojas de todas las especies son redondas en corte transversal y muy alargadas, adelgazándose al final. La superficie de las hojas está densamente cubierta de pelos con glándulas que secretan una sustancia mucilaginosa en su punta, esta sirve para atrapar pequeños insectos, que se quedan atrapados al tocar las secreciones pegajosas, a menos que sean suficientemente fuertes para escapar, el insecto presa muere de agotamiento o de asfixia ya que el mucílago envuelve y obstruye sus espiráculos. A diferencia de Drosera, Byblis no puede mover ni sus tentáculos ni sus hojas para ayudar a la captura o digestión, como resultado, estas plantas están agrupadas dentro de las "trampas pegajosas pasivas" junto con Drosophyllum, Roridula, Stylidium y Triphyophyllum peltatum.
Las hojas también están equipadas con glándulas sésiles, que son de cinco a diez veces más numerosas que las glándulas mucilaginosas. 

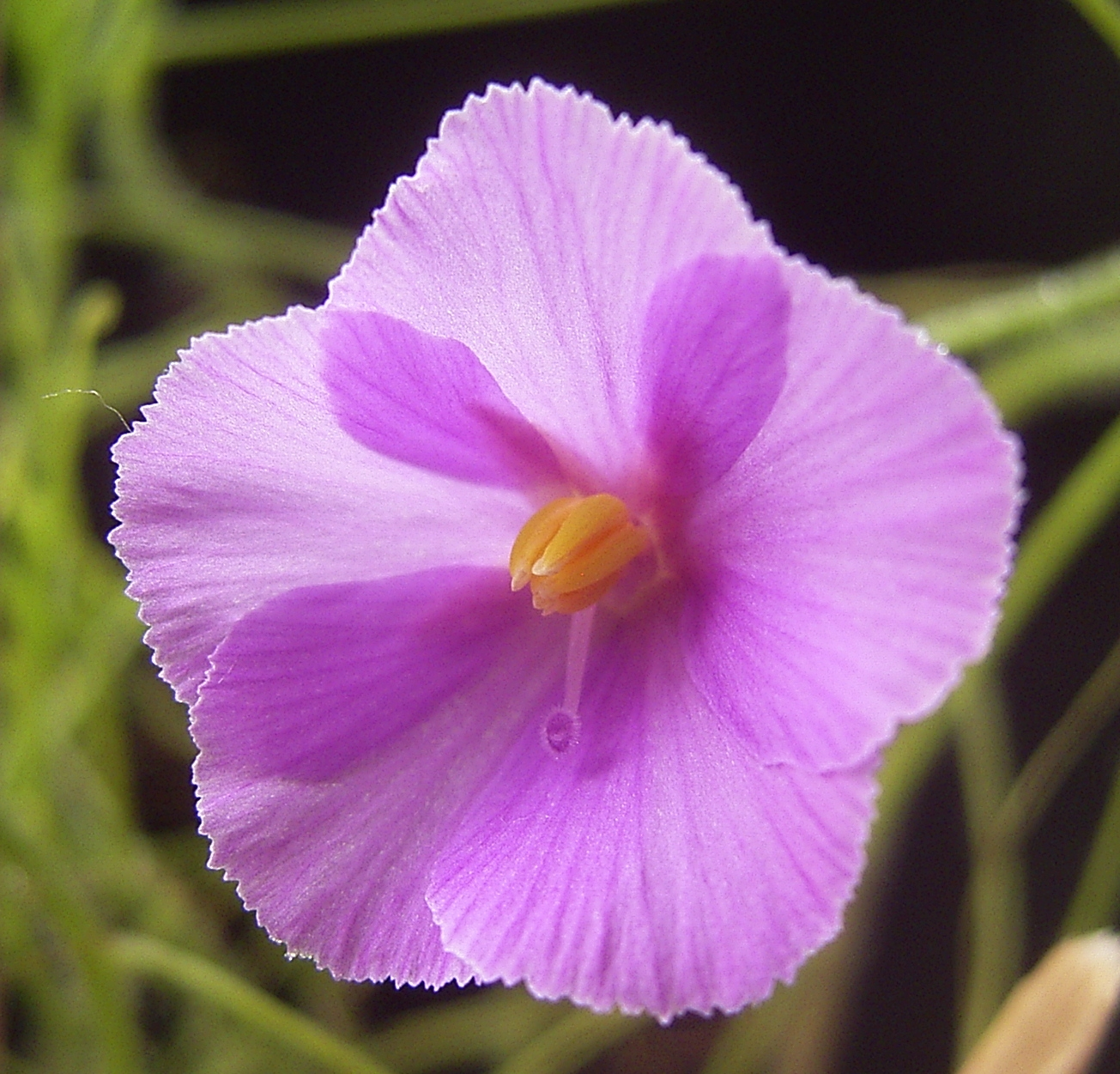
Flor de B. filifolia

### Flores

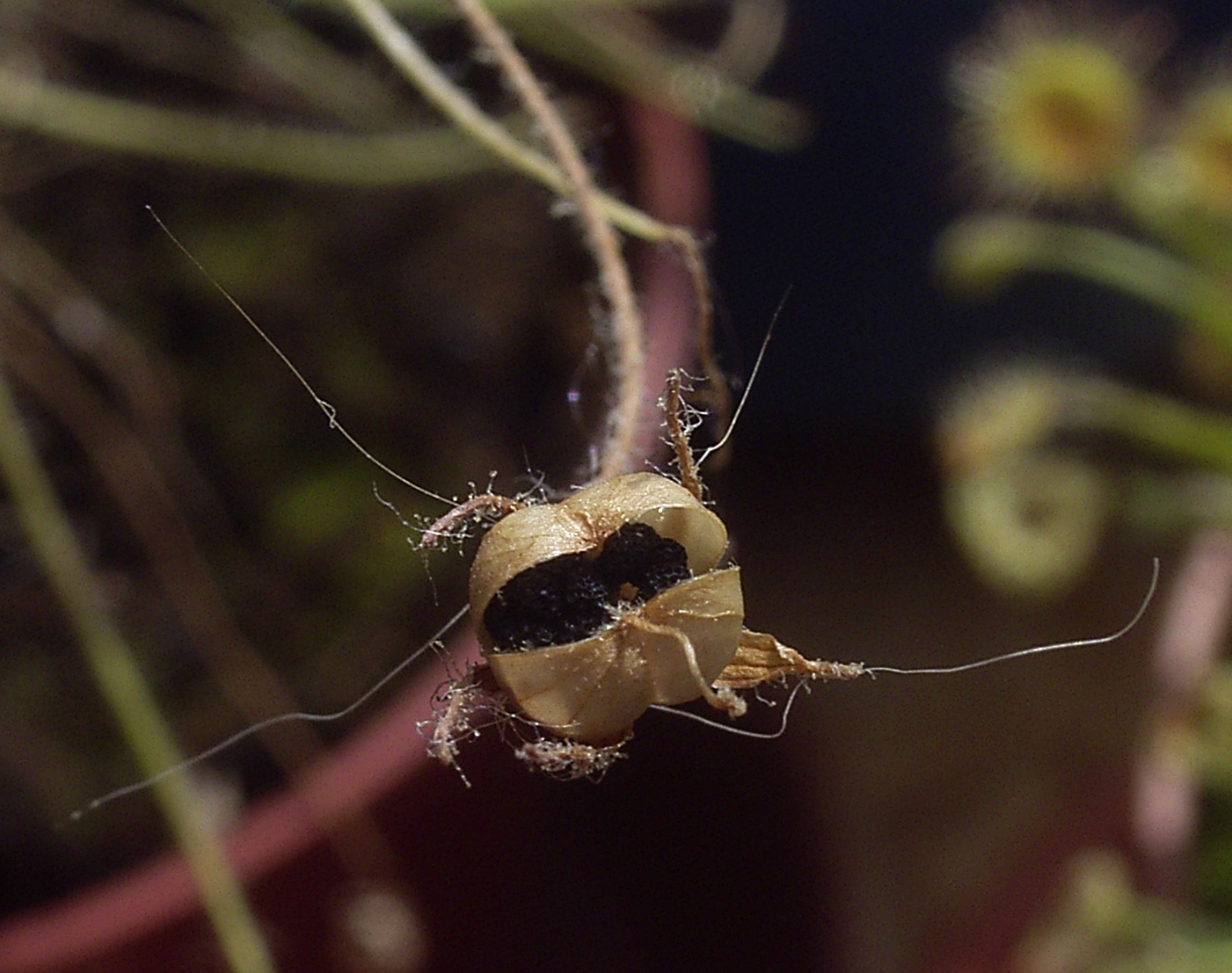
Cápsula de semillas de B. liniflora

Las flores de este género nacen por separado al final de inflorescencias en forma de hoja que se desprenden de los ejes de esta. Tienen cinco pétalos, generalmente de color púrpura a violeta pálido, aunque B. gigantea y B. filifolia a veces pueden producir flores blancas. A excepción de B. liniflora, que es autofértil, todas las especies requieren del polen de otros individuos para su fertilización. La liberación de polen de B. gigantea y B. lamellata solo se desencadena por la frecuencia de resonancia del contacto de un polinizador con la superficie de la planta, ayudando a asegurar la polinización cruzada con otros individuos.

### Frutos y semillas
Las flores fertilizadas maduran y forman una cápsula de semillas en forma de huevo. A medida que la cápsula se seca, se quiebra y se abre, dejando caer la semilla en el suelo. Las semillas de color negro, generalmente redondas y llevan marcas en la superficie en forma de redes, aunque las de B. lamellata están fuertemente estriadas. La germinación de muchas especies está causada por los incendios de malezas después del período seco, los componentes del humo son los responsables de desencadenar la germinación.

## Distribución y hábitat
Todas las especies de Byblis son nativas de Australia. B. lamellata y B. gigantea son endémicas de la región del suroeste de Perth, Australia, mientras que las especies que componen el complejo B. liniflora solo se encuentran en el norte de Australia. La excepción es B. liniflora, cuya distribución se extiende hacia el sur de Indonesia y Papúa Nueva Guinea.
Al igual que muchas plantas carnívoras, Byblis crece en las ciénagas y pantanos. Por lo general, prefiere estacionalmente suelos arenosos y húmedos en la luz directa o parcial del sol con temperaturas entre ~ 50 a 40 °C.                  

## Estado en su medio ambiente
Como las plantas nativas de Australia, todas las especies de Byblis están protegidas. Hasta el año 2000, se les dio también la protección internacional bajo el Apéndice II del CITES , pero fueron retirados de la lista cuando Australia entró en el convenio CITES. Desde entonces el comercio del género no ha sido reglamentado fuera de Australia. Sin embargo, debido a la sensibilidad de la planta, el interés por el género se ha limitado a una pequeña parte de los aficionados a la comunidad de plantas carnívoras. La mayoría del material vegetal que venden hoy en día se produce en el cultivo, con las anuales B. filifolia y B. liniflora siendo los más comunes. La mayoría de las otras especies ha de ser cultivada a partir de semillas, que se recogen a menudo en la naturaleza para este fin.
Las especies del occidente de Australia B. gigantea y  B. lamellata están siendo amenazadas por la destrucción del hábitat debido a la expansión urbana de ciudades como Perth. Es especialmente perjudicial el saqueo de los hábitats húmedos para producir la tierra cultivable. B. gigantea se encuentra en la Unión Internacional para la Conservación de la Naturaleza de la Lista Roja de Especies Amenazadas y se considera en peligro crítico.

## Carnívoras o protocarnívoras
El estado del género como una planta carnívora verdadera ha sido repetidamente cuestionado. En su hábitat natural, todas las especies son hospederas de insectos vivos del género Setocoris, que se nutre de las presas capturadas por las plantas. A raíz de este descubrimiento se asumió que, como el género Roridula, las plantas en realidad no digieren a sus presas por sí mismas, sino que confían en que los insectos lo hagan. Se pensó que las plantas se beneficiaban mediante la absorción de los nutrientes de los excrementos de los insectos, ya sea a través de sus hojas o por la tierra. Incluso se propuso una digestión indirecta de estos nutrientes por una quitinasa de un hongo. Hasta 2005 no se pudo probar la digestión directa de los insectos apresados por las enzimas secretadas por las glándulas sésiles de B. filifolia. Poco después se encontraron resultados similares con B. liniflora, estos resultados sitúan claramente a este género entre las plantas carnívoras verdaderas.

## Sistemática
Estudios de genética molecular han clasificado el género dentro del orden de las Lamiales. Aunque esta clasificación aún no está clara, está estrechamente relacionada con Martyniaceae, Lentibulariaceae así como con Gesneriaceae. 
Durante un tiempo, el género Roridula también estuvo dentro de la familia Byblidaceae. Sin embargo, se recategorizó a su nueva familia Roridulaceae.
Tradicionalmente el género estaba dividido solo en dos especies, llamadas B. gigantea and B. liniflora. Especies posteriores fueron descritas en los ochenta, particularmente por el trabajo del botánico Australiano Allen Lowrie. Actualmente se reconocen siete especies:
- Byblis aquatica (anual, tallo trepador de hasta 45 cm, de hábitats semiacuáticos)
- Byblis filifolia (anual, hasta 60 cm, la antera es más grande que los filamentos de los estambres
- Byblis gigantea (perenne, hasta 70 cm, semillas con patrón de panal)
- Byblis guehoi
- Byblis lamellata (perenne, hasta 45 cm, semillas muy arrugadas)
- Byblis liniflora (anual, hasta 15 cm, la antera es más corta que los filamentos de los estambres)
- Byblis rorida (anual, hasta 30 cm, con muchísimos tentáculos glandulares)

## Subdivisión de género

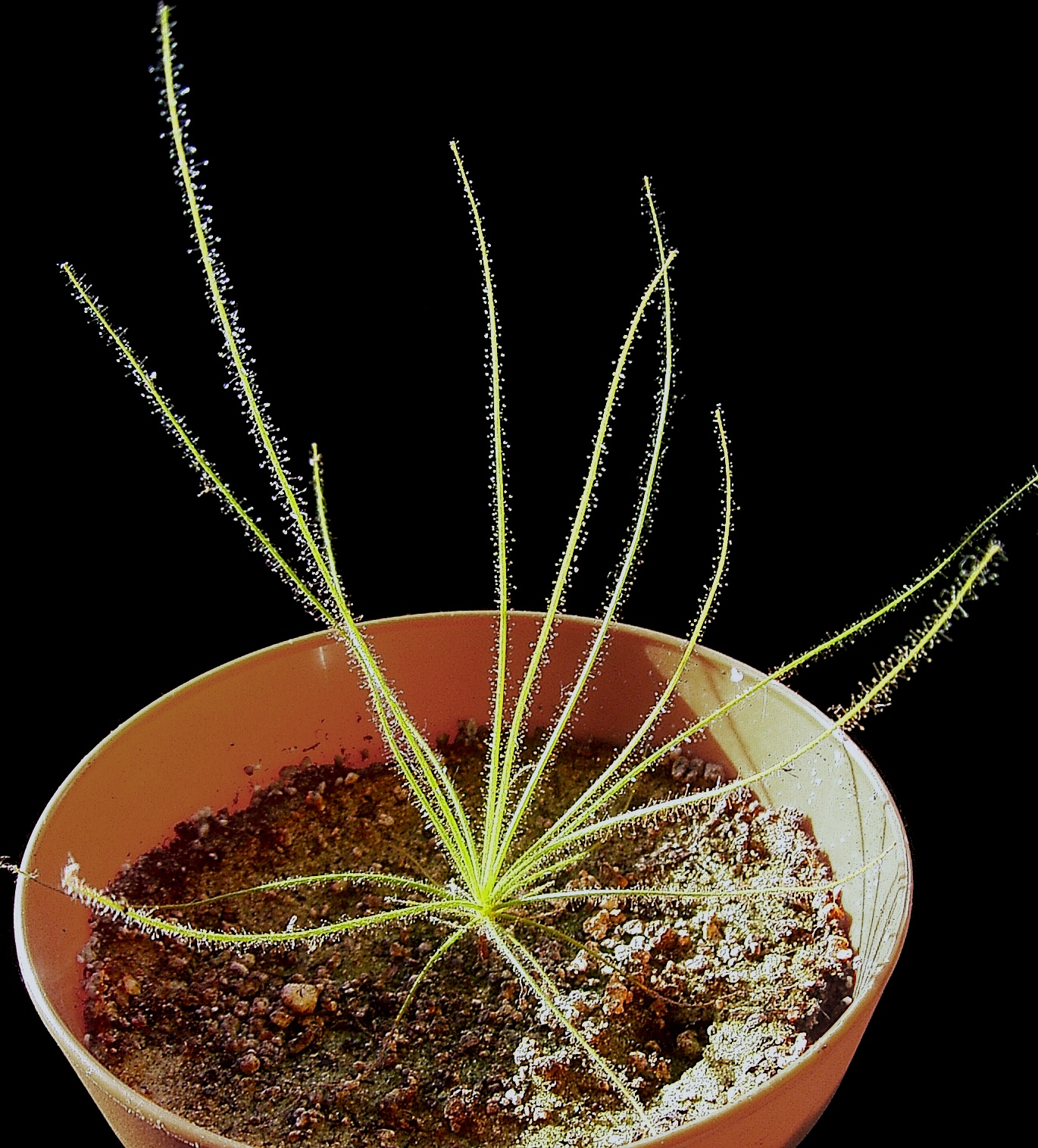
Byblis lamellata en cultivo

### Complejo deByblis liniflora
Las cuatro especies del complejo, B. liniflora, B. rorida, B. filifolia and B. aquatica, son plantas anuales herbáceas  que alcanzan una altura de 15 a 50 cm  y una longitud máxima de hoja de 4-15 cm. Estas especies crecen a partir de semillas  en tan solo unos meses, el establecimiento de semillas y su muerte coincide con el inicio de la estación seca. El cromosoma original haploide  de este complejo es x = 8. El diploide es por lo tanto, 2n = 16, mientras que el tetraploide de la especie B. liniflora es 2n = 32
Son nativas del norte de Australia en la región de Perth. También se distribuyen por Indonesia.

### Especies
- Byblis aquatica
- Byblis filifolia
- Byblis gigantea
- Byblis lamellata
- Byblis liniflora
- Byblis rorida